# Avnet Arena Magdeburg
L' Avnet Arena est un stade de football situé à Magdebourg dans le Land de Saxe-Anhalt en Allemagne.
Le stade a une capacité de 27 250 places dont 22 750 assises.

## Histoire
Il a été ouvert en décembre 2006 et est construit à l'emplacement de l'ancien Ernst-Grube-Stadion.

## Évènements
- Finale du Championnat d'Europe de football des moins de 17 ans 2009, 18 mai 2009

## Galerie

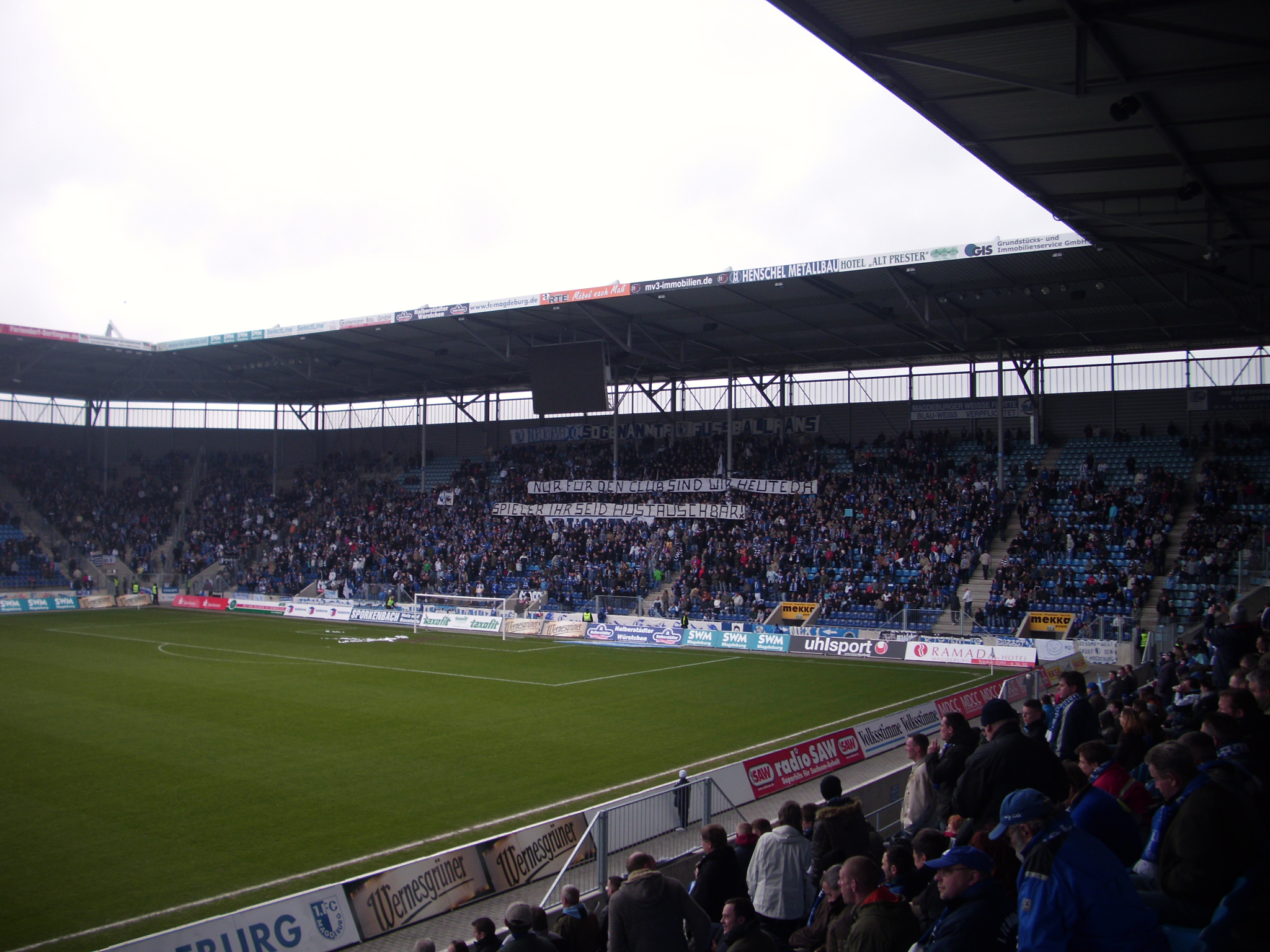
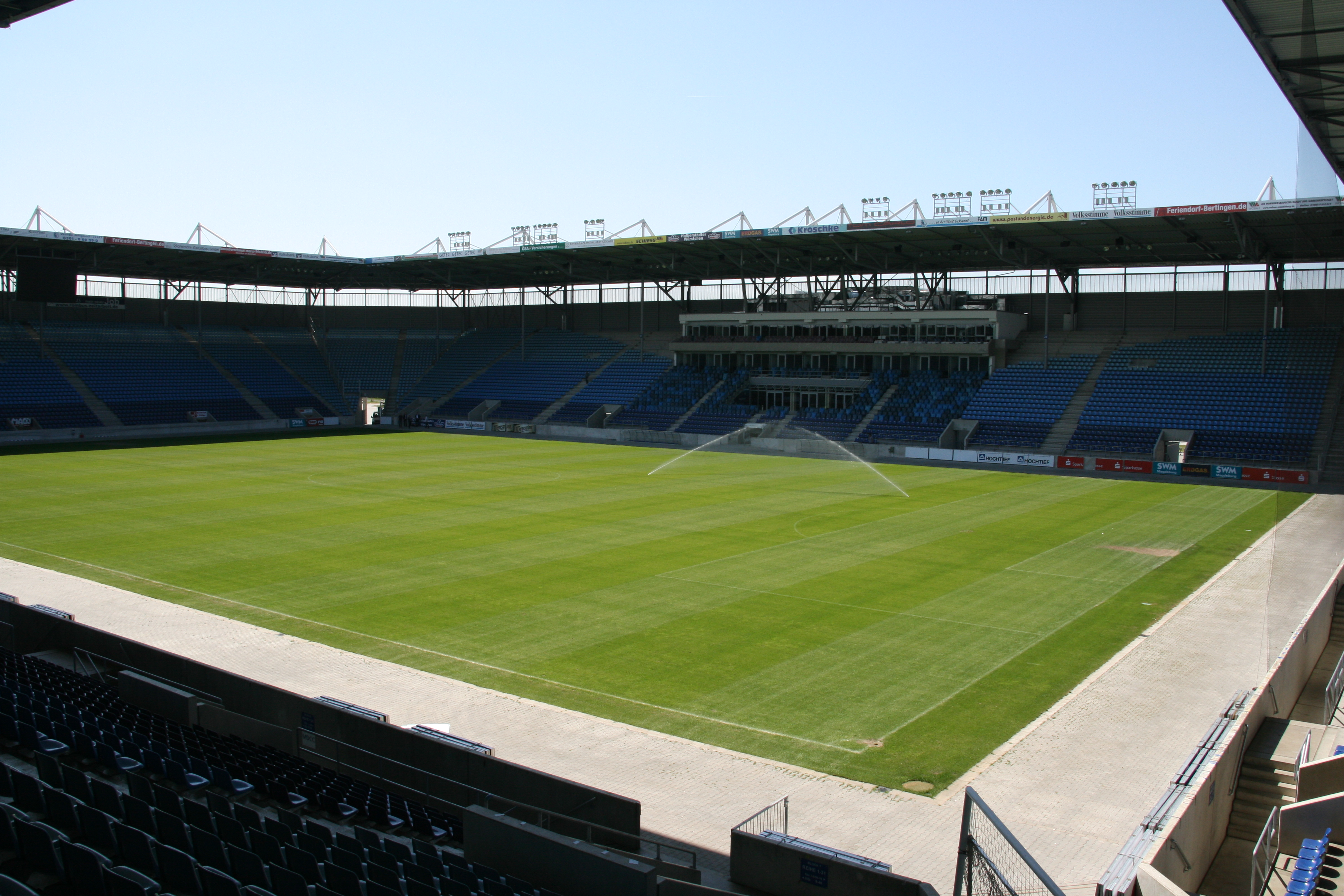
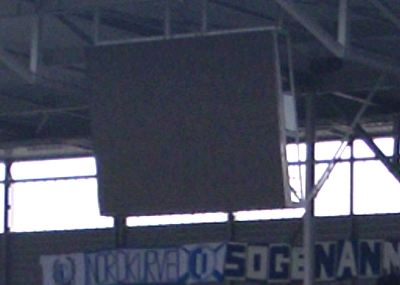
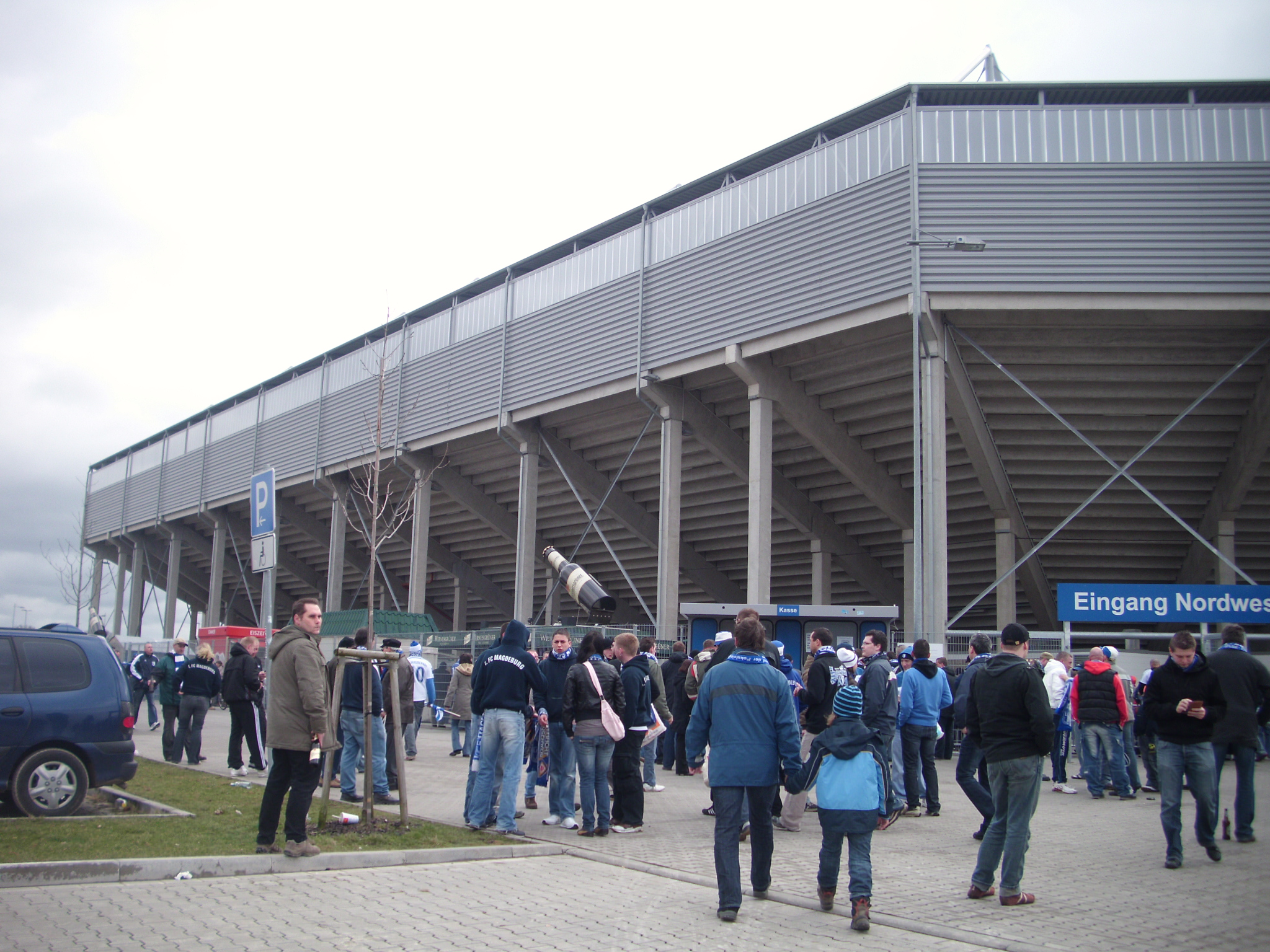